# 猫扑网
猫扑（MOP）是一个曾具有一定影响力的简体中文網路論壇和社交网站，于1997年10月建立。据统计，2007年4月，猫扑独立用户为2868.5万人，在中国网络社区网站中排名第二位。网站曾在2003年左右先后改名猫扑大客栈、猫扑大星球，后又改回猫扑。该网站中发明了许多网络词汇，是中国大陆地区网络词汇的发源地之一，为大陆地区影响力较大的论坛之一。

## 历史
猫扑网由mop（本名田哲）创立。自2002年以后，mop实行一系列大的改革以后，淡出管理层。猫扑网的实际管理者已经转变为数个原管理层人士，有大熊、吾爱汝至、厕所之狼等等。
猫扑创立时以電視遊戲为主，直到某次有人发了電腦遊戲的帖子，引发了对是否应该有電腦遊戲帖的讨论。此事件以電腦遊戲开始进驻猫扑为结果，从電視遊戲的天下，变为電視遊戲和PC Game两分天下。
此后是相对稳定的时间，期间好帖子不少，而且订立了不少网络名词，例如BT、YY、874、253、TJJTDS、011、233等。
2004年以股份交换的方式出售给DUDU网，目前为DUDU网运营。
2005年12月28日下午，猫扑网发布声明，确认并购DoNews。
2021年4月15日，猫扑网在主頁公告为防止垃圾信息泛滥，营造良好的网络环境，同月20日起关闭发帖功能。截至2021年4月29日，网站首页上的推荐内容皆截止更新至月余之前。此前，凯迪社区也宣布关闭其“猫眼看人”等受欢迎的子论坛，至2022年3月9日停止更新所有文章，翌年網站變為手機遊戲官網。

## BT精神
猫扑网做为社区最与众不同的特色，在于其BT文化。此处“BT”并不代表“变态”的谐音，而意指“跳跃性发散思维”的简称。

## 2009年被互联网整风行动谴责与曝光
2009年1月5日，猫扑网图片的“漂亮MM”版块被中国互联网违法和不良信息举报中心在「全国整治互联网低俗之风第一批曝光网站名单」曝光。并且在1月8日的「关于全国整治互联网低俗之风专项行动第一批曝光网站整治情况的通报」中，猫扑网被归为“需要继续清理整治的网站”。
曝光名单：

9、 “猫扑网”图片的“漂亮MM”版块对新增低俗内容删除不及时。

整治情况通报：

6、“猫扑网”对图片的“漂亮MM”版块进行了清理，但仍存在一些低俗图片。